# 萨克雷核研究中心

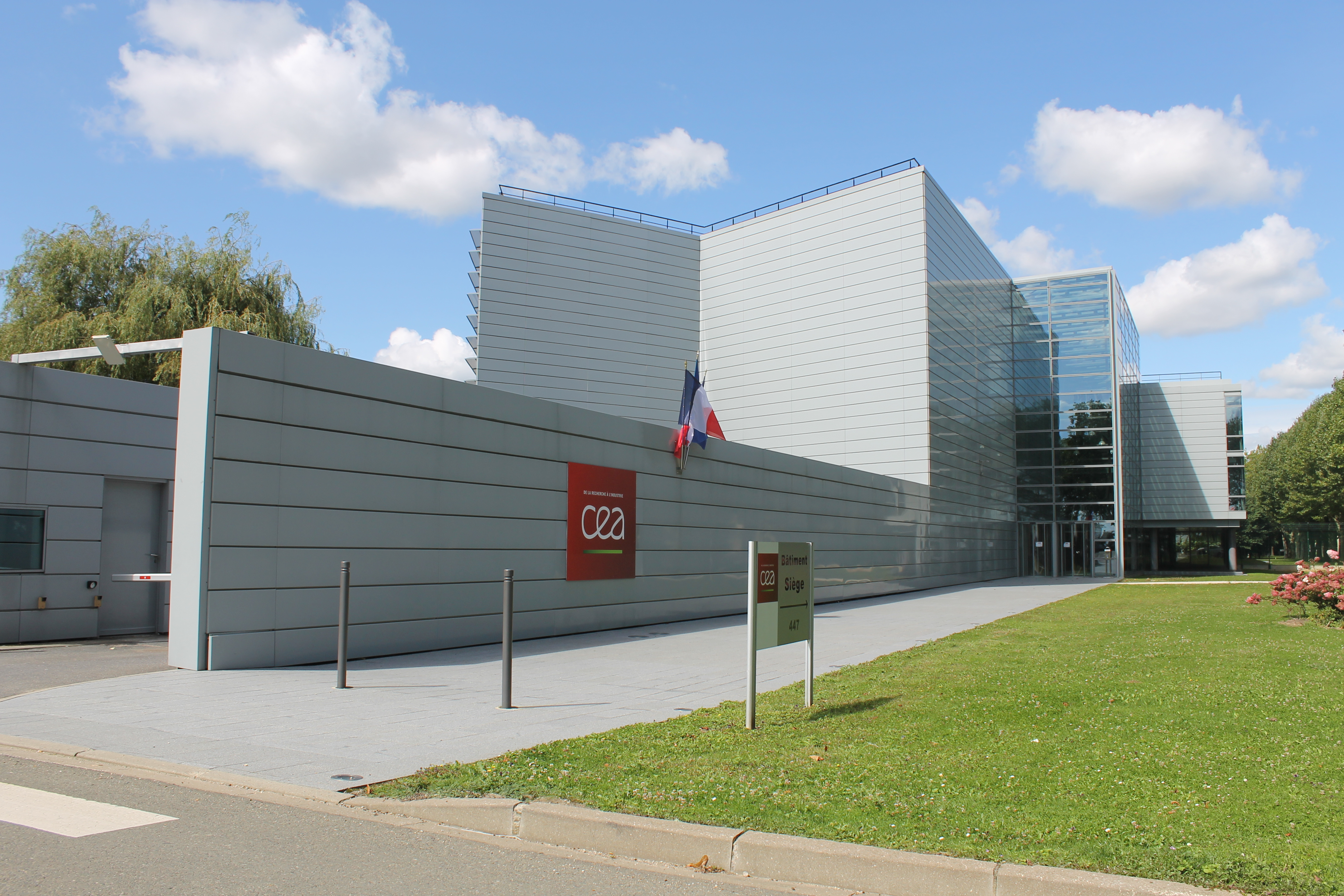
CEA的萨克雷核研究中心（Saclay Nuclear Research Centre）。2014年

萨克雷核研究中心位于法国埃松省，是原子能和替代能源委员会(CEA)十大研究中心中最大的一个。
该研究中心活跃于核能，生命科学，物理和化学基础和应用研究，气候和环境以及许多技术领域的应用研究领域。 它拥有CEA的行政总部。
这个占地220公顷的研究中心位于巴黎南部巴黎-萨克雷科技集群的萨克雷高原上。 
它每天欢迎8,000人，其中包括CEA的5,400名员工。

## 萨克雷核研究中心的研究
该设施雇有5,000名科学家，位于法国北部的埃松省，位于巴黎南部的萨克雷高原。
这项研究的范围是从基础研究到应用研究，由于奥菲斯（Orpheus）研究用核反应堆，进入了物质状态的激光和磁共振研究。
萨克雷的研究主要集中在不同的主题：
- 应用核研究：利用Osiris实验反应堆和Tamaris地震模拟实验室以及核废料管理的进一步研究，开展研究以优化当前和未来的法国核反应堆。
- 技术研究：研究用于核装置的IT系统，人机界面以及传感器技术。
- 健康研究：研究放射性对活细胞和分子，蛋白质工程和醫學影像的影响。
- 环境研究：研究气候变化和温室气体的影响。
- 基础研究。

## 国家核科学与技术研究所（INSTN）
该中心还设有国家核科学与技术研究所（Institut national des sciences et techniques nucléaires, 缩写: INSTN），致力于原子能领域的学术和专业培训。